# Шпенглеров куп 2011.
Шпенглеров куп 2011. је 85. издање традиционалног предновогодишњег турнира Шпенглеров куп који се одржава сваке године у швајцарском зимском центру Давосу. Турнир је одржан у периоду од 26. децембра до 31. децембра 2011. године. Домаћин турнира је ХК Давос, а све утакмице су игране у дворани Ваилант арена капацитета 7.080 места. 
Као и претходне године на турниру учествује 6 екипа подељених у две групе по три тима. Групе носе имена легендарних швајцарских хокејаша Биби Торијани и Ханс Катини.
Титулу, петнаесту по реду освојила је домаћа екипа ХК Давос која је у финалној утакмици свладала ришки Динамо са 3:2. За најбољег играча турнира проглашен је Летонац Робертс Букартс са освојених 6 поена (2 гола и 4 асистенције). Најбољи стрелац је домаћи нападач Петр Сикора са 5 погодака. 

## Учесници
На турниру је по позиву организатора учествовало следећих шест тимова:
- ХК Давос (домаћин)
- Тим Канада
- Динамо Рига
- ЕХЦ Волфсбург
- ХК Витковице Стил
- ХК Клотен флајерси

Жреб по групама обављен је 2. септембра 2011. године.

## Судије
Списак судија турнира:
| Главни судија   | Линијски судија |
| --------------- | --------------- |
| Дани Курман     | Роже Арм        |
| Жан Хеберт      | Роман Кадерли   |
| Георг Јаблуков  | Андреас Келер   |
| Дидије Маси     | Петер Кинг      |
| Данијел Стрикер | Јорис Милер     |

## Групна фаза
Легенда
- П (победа у регуларном времену) – 3 поена
- ПП (победа након продужетака) – 2 поена
- ИП (пораз након продужетака) – 1 поен
- П (пораз у регуларном времену) – 0 поена

|  | Пласман у полуфинале   |
|  | Пласман у четвртфинале |

### Група Торијани
| Датум        | Време | Екипа1          | Екипа2          | Резултат | Трећине     | Изв.           |
| ------------ | ----- | --------------- | --------------- | -------- | ----------- | -------------- |
| 26. децембар | 15:00 | Клотен флајерси | Динамо Рига     | 2:9      | 0:0 1:3 1:6 |                |
| 27. децембар | 15:00 | ЕХЦ Волфсбург   | Клотен флајерси | 0:6      | 0:1 0:2 0:3 |                |
| 28. децембар | 15:00 | Динамо Рига     | ЕХЦ Волфсбург   | 3:1      | 2:0 0:0 1:1 | [ мртва веза ] |

| Team            | Ут. | П | ПП | ИП | И | Г+ | Г- | Бод |
| --------------- | --- | - | -- | -- | - | -- | -- | --- |
| Динамо Рига     | 2   | 2 | 0  | 0  | 0 | 12 | 3  | 6   |
| Клотен флајерси | 2   | 1 | 0  | 0  | 1 | 8  | 9  | 3   |
| ЕХЦ Волфсбург   | 2   | 0 | 0  | 0  | 2 | 1  | 9  | 0   |

### Група Катини
| Датум        | Време | Екипа1     | Екипа2    | Резултат | Трећине     | Изв.           |
| ------------ | ----- | ---------- | --------- | -------- | ----------- | -------------- |
| 26. децембар | 20:15 | Тим Канада | Витковице | 7:1      | 5:0 1:0 1:1 |                |
| 27. децембар | 20:15 | ХК Давос   | Витковице | 2:1      | 0:0 2:1 0:0 |                |
| 28. децембар | 20:15 | Тим Канада | ХК Давос  | 1:8      | 0:1 1:1 0:6 | [ мртва веза ] |

| Team       | Ут. | П | ПП | ИП | И | Г+ | Г- | Бод |
| ---------- | --- | - | -- | -- | - | -- | -- | --- |
| ХК Давос   | 2   | 2 | 0  | 0  | 0 | 10 | 2  | 6   |
| Тим Канада | 2   | 1 | 0  | 0  | 1 | 8  | 9  | 3   |
| Витковице  | 2   | 0 | 0  | 0  | 2 | 2  | 9  | 0   |

## Елиминациона рунда

### Четвртфинале
| Датум        | Време | Екипа1          | Екипа2        | Резултат  | Трећине             | Изв.           |
| ------------ | ----- | --------------- | ------------- | --------- | ------------------- | -------------- |
| 29. децембар | 15:00 | Клотен флајерси | Витковице     | 1:5       | 0:1 0:2 1:2         | [ мртва веза ] |
| 29. децембар | 20:15 | Тим Канада      | ЕХЦ Волфсбург | 2:3 (ПЕН) | 1:1 1:0 0:1 0:0 0:1 |                |

### Полуфинале
| Датум        | Време | Екипа1      | Екипа2        | Резултат | Трећине     | Изв. |
| ------------ | ----- | ----------- | ------------- | -------- | ----------- | ---- |
| 30. децембар | 15:00 | ХК Давос    | Витковице     | 4:2      | 1:1 2:1 1:0 |      |
| 30. децембар | 20:15 | Динамо Рига | ЕХЦ Волфсбург | 4:1      | 1:1 2:1 1:0 |      |

### Финале
| Датум        | Време | Екипа1   | Екипа2      | Резултат | Трећине     | Изв. |
| ------------ | ----- | -------- | ----------- | -------- | ----------- | ---- |
| 31. децембар | 12:00 | ХК Давос | Динамо Рига | 3:2      | 2:0 1:1 0:1 |      |

Гледалаца: 6.500
Судије:  Жан Хеберт;  Георг Јаблуков

## Статистика
| Победник Шпенглеровог купа 2011. |
| -------------------------------- |
|                                  |
| ХК Давос 15. титула              |

## Идеална постава турнира
| Позиција    | Играч          | Екипа         |
| ----------- | -------------- | ------------- |
| Голман      | Роман Малек    | Витковице     |
| Одбрана     | Беат Форстер   | ХК Давос      |
| Одбрана     | Сандис Озолинш | Динамо        |
| Десно крило | Петр Сикора    | ХК Давос      |
| Центар      | Кај Хошпелт    | ЕХЦ Волфсбург |
| Лево крило  | Роби Ерл       | ХК Давос      |

## Најефикаснији играчи турнира
| Играч           | Екипа    | Ут | Г | A | Бод. |
| --------------- | -------- | -- | - | - | ---- |
| Робертс Букартс | Динамо   | 4  | 2 | 4 | 6    |
| Петр Сикора     | ХК Давос | 4  | 5 | 0 | 5    |
| Петр Татичек    | ХК Давос | 4  | 3 | 2 | 5    |
| Роби Ерл        | ХК Давос | 4  | 1 | 4 | 5    |
| Павел Брендл    | ХК Давос | 4  | 3 | 1 | 4    |
| Мартинс Карсумс | Динамо   | 4  | 3 | 1 | 4    |

Ут = Одиграо утакмица; Г = Голова; A = Асистенција; Бод. = Укупно бодова
Извор: Spenglercup.ch